# Kanton Rohan
Kanton Rohan (francouzsky Canton de Rohan) je francouzský kanton v departementu Morbihan v regionu Bretaň. Tvoří ho sedm obcí.

## Obce kantonu
- Bréhan
- Crédin
- Lantillac
- Pleugriffet
- Radenac
- Réguiny
- Rohan